# لاصق جلدي
رقعة جلدية أو لاصق جلدي هو رقعةٌ دوائية لاصقة توضع على الجلد لتوصيل الدواء إلى الجلد. هذا على عكس اللصاقة عبر الجلد، الذي يوصل الدواء عن طريق الجلد إلى مجرى الدم.

## استعمالات شائعة
- لاصق فليكتور (ديكلوفيناك إيبولامين): هو رقعةٌ موضعية لاستيرويدية مضادة للالتهاب، تستعمل لعلاج الآلام الحادة بسبب السلالات البسيطة والالتواء والكدمات. كما أنه يستخدم في علاج الألم والالتهابات للحالات المزمنة التي تستفيد من مضادات الالتهاب اللاستيرويدية، بما في ذلك الألم العضلي الليفي والتهاب المفاصل.
- لاصقات الليدوكائين، تُسويق تحت الاسم التجاي ليدروديرم، وتعمل على تخفيف الألم المحيطي للهربس النطاقي. كما أنه يستخدم الآن بشكل شائع لأمورٌ أخرى، مثل علاج الألم الناجم عن الإصابات الحادة والألم المزمن، وذلك على الرغم من أنه محدود بمتطلبات إزالته لمدة 12 ساعة، بعد 12 ساعة من الاستخدام.